# Jabung (Panekan)
Jabung is een bestuurslaag in het regentschap Magetan van de provincie Oost-Java, Indonesië. Jabung telt 2826 inwoners (volkstelling 2010).